# Grzędy Górne
Grzędy Górne est une localité polonaise de la gmina de Czarny Bór, située dans le powiat de Wałbrzych en voïvodie de Basse-Silésie.